# Halstead (Essex)
Halstead ist eine Stadt und eine Verwaltungseinheit im District Braintree in der Grafschaft Essex, England. Halstead ist 25,7 km von Chelmsford entfernt. Im Jahr 2011 hatte es eine Bevölkerung von 11906. Halstead wurde 1086 im Domesday Book als Hal(te)steda erwähnt.

## Söhne und Töchter der Stadt
- John Thomas Woolhouse (1664–1734), Augenarzt
- George Henry Fowke (1864–1936), Generalleutnant der British Army
- Agnes Morton (1872–1952), Tennisspielerin